# Ruben
A Ruben férfinevet általában héber eredetűnek tartják, és a jelentése: Nézzétek, egy fiú!. Ezt az állítást azonban többen vitatják, akik arab eredetűnek vélik a nevet. Jelentése azonban ebben az esetben bizonytalan, talán a helyreállítani (meghalt gyereket pótolni) jelentésű szóval függ össze, de más vélemény szerint az oroszlán vagy farkas jelentésű arab szóból származik.

## Gyakorisága
Az 1990-es években szórványos név, a 2000-es években nem szerepel a 100 leggyakoribb férfinév között.

## Névnapok
- április 6.[2]

## Híres Rubenek
- Ruben, a bibliai Jákób fiainak egyike
- Rubén Darío nicaraguai költő
- Friewald Ruben magyar író, kultúrpolitikus
- Gerendás Ruben zenész, basszusgitáros[5]